# Leydy Pech
Pour les articles homonymes, voir Pech (homonymie).
Leydy Araceli Pech Marín, connue comme Leydy Pech, (Hopelchén, Campeche, Mexique, 1965) est une apicultrice et militante mexicaine d'origine maya. En 2020 elle reçoit le Prix Goldman pour l’environnement pour son travail contre l'utilisation de soja transgénique dans la Péninsule du Yucatán,.

## Biographie

### Travail apicole

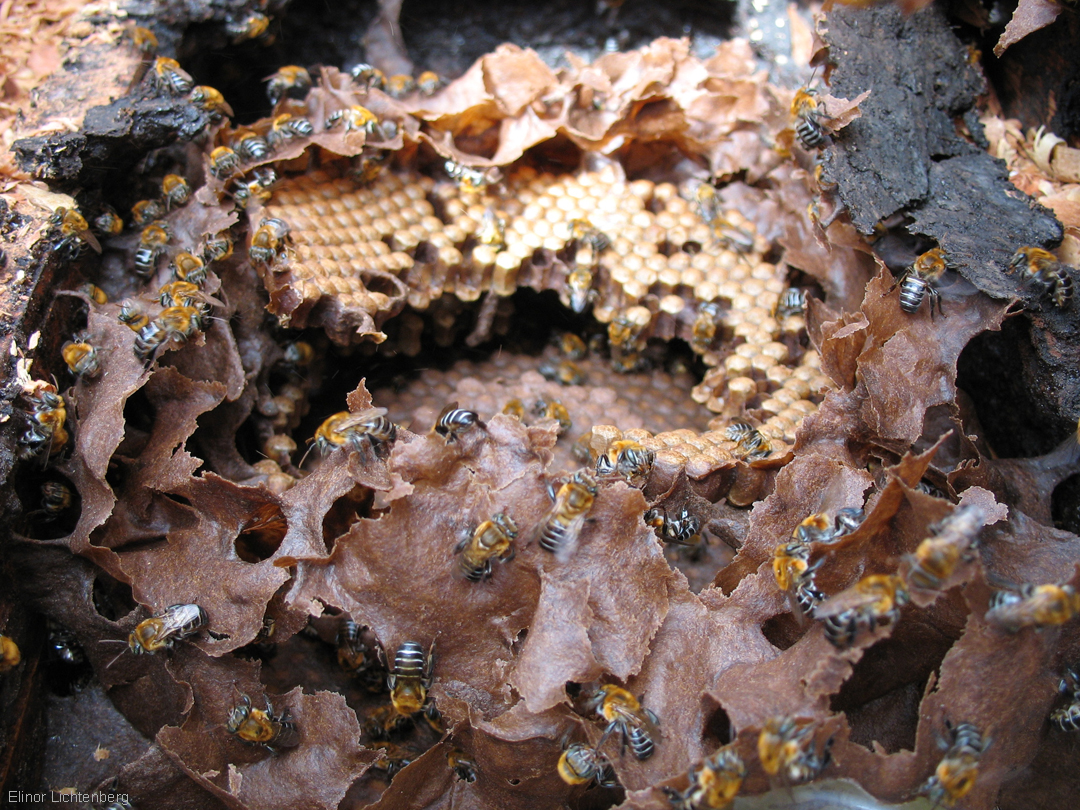
Nid de Melipona dans une bûche creuse.

Pech se consacre principalement à l'apiculture, en utilisant une variété d'abeille sans aiguillon dénommée Melipona beecheii, qui fait partie de la culture des communautés mayas depuis fait plusieurs siècles,. Cette abeille installe ses ruches dans de troncs creux, et bien que la plupart des apiculteurs utilisent la Apis mellifera, Pech et sa communauté s'efforcent de conserver la tradition avec la variété melipona, qu'elles appellent Xunáan Kab, « la dame du miel ».
Pech s'occupe d'une parcelle de deux hectares, sur laquelle elle se consacre à la culture de miel d'abeille de façon artisanale.
Pour Pech, les abeilles sont plus qu'un moyen de subsistance ; « elles font partie de mon être », affirme-t-elle. Et le soin qu'elle leur porte est tel qu'elle les nourrit de confiture de citrouille. Elle indique que l'organisation et le travail collectif des abeilles dans la ruche renforce sa confiance dans l'action collective, une organisation qu'on retrouve également dans sa communauté Ich Eq (qui signifie « œil d'étoile » en maya) dans laquelle les familles se soutiennent pour survivre.

### Militantisme environnemental
Pech commence à militer en 2000, lorsque Monsanto débute l'installation de parcelles de culture de soja transgénique dans la région de Campeche. Avec les années, leur activité s'intensifie, et en 2012, ils commencent des travaux agro-industriels à plus grande échelle. Ceci a des conséquences sur le miel, dont la production diminue et qui se retrouve pollué : une étude universitaire mexicaine et un rapport des Nations unies montrent la présence de pollen de soja OGM dans le miel et de glyphosate dans l'eau d'irrigation. L'activité agro-industriel compromet l'alimentation des communautés locales et a des impacts négatifs sur l'environnement naturel et le mode de vie des communautés mayas.
Pour cette raison, Pech prend la tête de la coalition Muuch Kambal et du Collectif Apicola des Chenes, qui demande à la justice l'arrêt des cultures transgéniques. En 2015, la Cour suprême de justice de la Nation indique que le gouvernement aurait dû réaliser des consultations parmi les communautés indigènes avant de réaliser n'importe quelle culture transgéniques. En 2017, l'autorisation de cultures génétiquement modifiées de Monsanto-Bayern à Campeche, au Yucatán et dans cinq autres états du pays est annulée.

Pour son militantisme, et pour ses réussites ainsi que celles de sa communauté, Pech reçoit en 2020 le Prix Goldman pour l'environnement (considéré comme le Nobel environnemental) pour le continent américain,. L'organisation qui attribue le prix indique que Pech a été l'objet de discrimination durant son combat contre Monsanto. Un des avocats aurait indiqué son incrédulité à découvrir en personne la femme qui les avait battus. Pour Pech le prix « représente une reconnaissance du travail des communautés mayas des Chenes et de l'unité du territoire maya » Pendant la cérémonie, que s'a célébré de formi a eu lieu en ligne, elle déclare :
Le prix me donne l'occasion de dire au monde que les territoires des peuples indigènes sont pillés par des mégaprojets, par l'extractivisme, par l'agro-industrie, par le tourisme et autre, qui renforcent un modèle capitaliste qui affecte les ressources naturelles et nos modes de vie.